# 蒙塔古·伯罗斯
蒙塔古·伯罗斯（1819年10月27日—1905年7月10日）是一位英国英國皇家海軍军官和历史学家，牛津大学教授，主要作品有《英国外交史：从都铎王朝到汉诺威王朝》（The History of the Foreign Policy of Great Britain，1895年）等。